# Hajtham bin Tárik
Hajtham bin Tárik Ál Saíd (arabsky هيثم بن طارق آل سعيد‎, * 13. října 1954 Maskat), v českých zdrojích uváděný též jako Hajsám bin Tárik Saíd nebo Haitham bin Tariq Al-Said je sultán a zároveň předseda vlády Ománu. Na trůn nastoupil 11. ledna 2020 po smrti předchozího sultána Kábúse bin Saída, svého bratrance, jenž zemi vládl bezmála 50 let.

## Život
Hajtham bin Tárik je členem ománské vládnoucí dynastie Saídů. Jeho otcem je Tárik bin Tajmúr, syn Tajmúra bin Fajsala, ománského sultána v období let 1913–1932.
V roce 1979 absolvoval studijní program Foreign Service Programme (FSP) Oxfordské univerzity. Počátkem 80. let působil na čele nově založeného Ománského fotbalového svazu. V letech 1986–1994 byl náměstkem pro politické záležitosti na ománském ministerstvu zahraničních věcí a pak působil jako generální tajemník ministerstva (1994–2002). Později byl ománským ministrem kultury a působil také v orgánech strategické vize budoucnosti Ománu Oman 2040.